# شفردزتاون (ویرجینیای غربی)
شفردزتاون (به انگلیسی: Shepherdstown) شهری در ایالت ویرجینیای غربی کشور ایالات متحده آمریکا است که جمعیت آن در سرشماری سال ۲۰۱۰ میلادی، ۱٬۷۳۴ نفر بوده‌است.